# 2-й Полянский переулок
2-й Поля́нский переу́лок (в 1922—1996 — 2-й Полянский проезд, до 1922 — Полянский проезд) — улица в центре Москвы на Якиманке между Большой и Малой Полянкой. Здесь расположена станция метро «Полянка».

## История
До 1922 года — Полянский проезд, в 1922—1996 годах — 2-й Полянский проезд. Название дано по улицам Большая Полянка и Малая Полянка, которые соединяет. В древности между Полянкой и Пятницкой, Полянкой и Большой Ордынкой существовала местность Всполье (всполье — «край поля; поле за городом»). Известно было и название церкви Параскевы Пятницы в Полях. Но по русской словообразовательной модели Полянка образовано от слова поляна — одно из основных значений этого слова «открытое место среди леса или у края его», «поле без посева, окруженное лесом».

## Описание
Полянский переулок проходит от Большой Полянки к Малой параллельно Бродникову переулку. В переулке расположена станция метро «Полянка». Домов за переулком не числится.